# Neil Armfield
Neil Armfield, född 22 april 1955 i Sydney, är en australisk teater-, opera- och filmregissör samt dramatiker.

## Biografi
Neil Armfield utexaminerades från University of Sydney 1977, där han börjat regissera studentteater. 1979 blev han en av de konstnärliga ledarna för Nimrod Theatre Company i Sydney. Under en period regisserade han på Lighthouse Theatre i Adelaide men återvände 1985 till Sydney där han var med och startade Company B som är inhysta i Belvoir Street Theatre. 1994 blev han kompaniets konstnärlige ledare vilket han förblev till 2011. Han räknas som Australiens mest bemärkte teaterregissör och har även regisserat i USA, Storbritannien, Kanada, Schweiz och Österrike, främst opera. Som dramatiker debuterade han 1989 med The Diary Of A Madman som bygger på Nikolaj Gogols novell En dåres anteckningar. Hans första långfilm var en filmatisering av William Shakespeares Trettondagsafton 1987. Hans mest kända film är Candy från 2006 med bland andra Heath Ledger.